# 1944年2月9日月食
1944年2月9日月食为一次在协调世界时1944年2月9日出現的半影月食。該次月食半影食分為0.606、全影食分為-0.518。

## 概述
這次月食的食分是9.47。

## 基本參數
- 類型：半影月食
- 食甚資料：
  - 日期：1944年2月9日
  - 時間：5:15
  - 月球位置：赤經9.47度、赤緯16.1度
  - 食分：半影食分：0.606、全影食分：-0.518

## 外部連結
- NASA月食專頁（页面存档备份，存于）（英文）